# Gobius hypselosoma
Gobius hypselosoma — вид риб з родини бичкових (Gobiidae). Ендемік Мадагаскару де населяє річки.

## Характеристика
Демерсальна, прісноводна / солонуватоводна тропічна риба. Сягає 25,0 см довжиною.

## Ареал
Мешкає на Мадагаскарі та Маскаренських островах (Реюньйон, Маврикій і Родригес). Знаходження цього виду в Еритреї потребує підтвердження.